# Escola Catequética de Alexandria

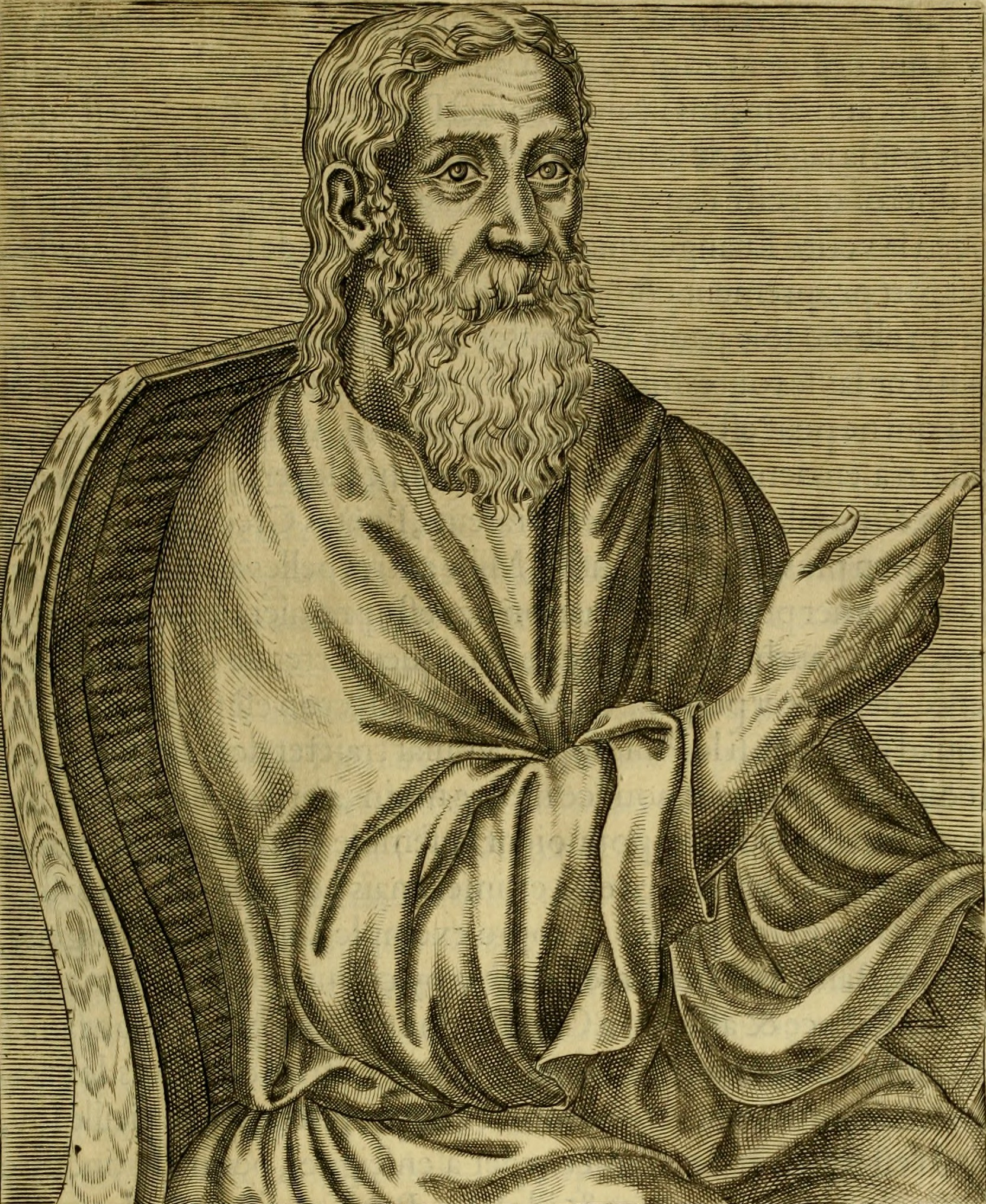
Clemente de Alexandria

A Escola Catequética de Alexandria (fundada em c. 190) foi e é um lugar para o treinamento de teólogos cristãos e padres em Alexandria. Os professores e estudantes da escola, também conhecida como Didascálio (Didascalium ou Didaskaleion), foram influentes em muitas das controvérsias teológicas do Cristianismo.
O mais antigo instrutor conhecido da escola — e provável fundador — foi São Panteno. Ele foi sucedido como reitor da escola por seu discípulo, São Clemente. Outros notáveis teólogos com alguma conexão com a escola incluem Orígenes, Gregório Taumaturgo, Dionísio de Alexandria, Dídimo, o Cego e Patriarca Herácleas. Outros, incluindo São Jerônimo e Basílio de Cesareia, fizeram viagens até a escola para interagir com os estudiosos lá. Atualmente, o reitor da Escola Catequética de Alexandria é sua santidade Papa Teodoro II de Alexandria.

## Primórdios
A Escola Catequética de Alexandria é a mais antiga escola do gênero no mundo. Ela é agora parte da Igreja Ortodoxa Copta de Alexandria. São Jerônimo relata — em De Viris Illustribus — que a escola cristã de Alexandria teria sido fundada por São Marcos em pessoa e que o primeiro gestor escolhido por ele teria sido São Justo de Alexandria, que se tornaria o sexto bispo (patriarca) de Alexandria.
Sob a liderança do estudioso Panteno, a escola de Alexandria se tornou uma instituição importante para o ensino religioso, onde os estudantes eram ensinados por professores do porte de Atenágoras, Clemente, Dídimo e o grande Orígenes, considerado o pai da Teologia e que também era muito ativo no estudo dos comentários bíblicos e estudos comparativos. 

## Restabelecimento
O "Colégio Teológico da Escola Catequética de Alexandria" foi restabelecido em 1893 como um seminário teológico copta. A nova escola atualmente tem um campus em Alexandria, no Cairo, em Nova Jérsei e em Los Angeles, onde os seminaristas coptas e outros homens e mulheres qualificados estudam diversos assuntos, incluindo teologia, história, língua copta e arte — incluindo canto, música, iconografia e tapeçaria.